# Louis Beushausen
Hermann Ernst Louis Beushausen (* 18. Juli 1863 in Elbingerode; † 21. Februar 1904 in Berlin) war ein deutscher Geologe und Paläontologe.
Beushagen war der Sohn eines Forstaufsehers in Elbingerode im Harz. Er studierte ab 1880 an der Universität Göttingen Naturwissenschaften und speziell Geologie unter Adolf von Koenen mit der Promotion 1884. Ab 1887 war er bei der Preußischen Geologischen Landesanstalt (PGLA). Er kartierte in der norddeutschen Tiefebene und war in der Sammlung für das Paläozoikum aktiv, wobei er sich besonders mit Paläontologie und Stratigraphie des Paläozoikums im Harz befasste. Sein Spezialgebiet waren Lamellibranchiaten des Devon und ihre Verwendung in der Stratigraphie, worin er ein Pionier war. Das diente ihm auch für grundlegende Arbeiten zur Harzgeologie. 1901 wurde er ordentlicher Professor für Geologie und Paläontologie an der Bergakademie Berlin.

## Schriften
- Beiträge zur geologischen Kenntnis des Oberharzer Spiriferensandsteins, in: Abhandlungen der Preuß. Geol. Landesanstalt, 1884 (Dissertation)
- Die Lamellibranchiaten des rheinischen Devon, Abhandlungen der Preuß. Geol. Landesanstalt, 1895
- Das Devon des nördlichen Oberharzes, Abhandlungen der Preuß. Geol. Landesanstalt, 1900.